# Dichaetomyia mariana
Dichaetomyia mariana är en tvåvingeart som beskrevs av John Otterbein Snyder 1965. Dichaetomyia mariana ingår i släktet Dichaetomyia och familjen husflugor. Inga underarter finns listade i Catalogue of Life.